# Скиборды
Скиборды (англ. skiboards) — короткие лыжи от 75 см до 110 см, используемые в скибординге для скоростного спуска с заснеженных склонов и гор.
Скибординг — это зимний вид спорта, который сочетает в себе элементы роликов, коньков, сноуборда и лыж.
Скиборды в отличие от стандартных горных лыж используются без лыжных палок в сочетании со стандартными горнолыжными ботинками, которые пристёгиваются к скибордам с использованием креплений. Скиборды могут быть сгруппированы в две основные категории. Стандартные скиборды как правило, с ростовкой от 75 до 110 см и так называемые Longboard skiboards с ростовкой от 110 см, но, как правило, не более 130 см. По своей конструкции скиборды симметричны, имеют твинтип конструкцию и шире, чем традиционные лыжи. Скиборды могут иметь один из двух различных типов креплений. Наиболее распространенными являются жесткие не отстегивающиеся крепления, которые очень похожи на крепления для жесткого сноуборда. Ещё один вариант креплений для скибордов это использование обычных автоматических креплений для горных лыж. Райдеры могут носить обычные лыжные ботинки и использовать их с любыми типами креплений. Спорт часто неправильно называют сноублейдинг, skiblading, однако, «Snowblade» являются всего лишь торговой маркой «Salomon».

## Предназначение
Основным предназначением скибордов является фристайл. Короткая ростовка и твинтиповая конструкция позволяют выполнять всевозможные трюки: скольжение по парковым фигурам — слоупстайл (англ. slope style), вращение с трамплинов на бигэйр (англ. big air), захваты лыжи в полете и дорожки на склоне (англ. ground tricks) подобные тем, что делают на коньках или роликах. Короткие, лёгкие лыжи позволяют совершить трюк намного проще, но есть ряд недостатков: на коротких лыжах очень тяжело при приземлении удержать равновесие, так как переместив центр тяжести немного вперед возможно «зарыться носом»(нет опоры), а переместив назад — можно упасть на спину. Другим недостатком является не популярность автоматических креплений из-за их веса и ложных срабатываний при выполнении трюков и популярность жестких креплений, которые дают уверенность, но увеличивают риск получения травмы. Особенно риск травмироваться велик у новичков.
Скиборды с узкой геометрией и ростовкой до 99 см не подходят для фрирайда, так как такая длина позволяет лыже удерживаться на снеговой «коре», но при перемещении центра тяжести назад езда по рыхлому снегу может оказаться затруднительной (скорость приблизительно 5-10км/ч, а нагрузка на ноги эквивалентна ходьбе по лестнице вверх).
Для катания вне трасс следует выбирать модели от 100 см до 130 см на которых для этого необходимо иметь автоматические крепления.
Также скиборды подходят для «обучения» так как невысокая максимальная скорость езды и короткая длина способствуют быстрому усвоению основ.

## Практичность
Учитывая небольшой вес и длину до 110 см, скиборды очень удобно носить с собой и транспортировать в багажнике любого авто.

## История

### Начало
Впервые скиборды приближенные к современному варианту, были представлены фирмой Kneissel Dachstein в 1991 году. Их модель BigFoot имела сердечник из пены, P-tex основу и фирменный мысок изображающий пальцы на ступне Йети.
В 1991 Марк Сигенфилд «Trix» передал одну пару BigFoot из Австрии Маклу Кэнону в США. Так Майкал Канон в будущем Canon Skiboards стал дистрибьютором Kneissel по всему Западному Побережью с 1992 по 1993 год. В 1993 году Майкл, Тэйт Тиндалл и Виктор Холторф, основали фирму Klimax Skiboards.
В 1996 году Klimax сотрудничает с Jarred и Kary Parrelmutter, и вскоре объединившись в GrooveUSA Skiboards, начинает выпускать Klimax Skiboards. В то же самое время, Джейсон Левинтал, разрабатывает свой вариант скибордов и вскоре основывает компанию Line Skiboards.
В этом же 1996 году Canon Skiboards и LINE Skiboards выходят на рынок одновременно, а за ними в 1997 году последовал Salomon с моделью Snowblade (см. Сноублейды).
1998—1999 год впервые представлена про модель от LINE — Mike Nick Pro Model. (Mike Nick один из самых успешных скибордеров того времени)

### Популярность
С 1998 по 2000 год, скибординг был представлен на зимних X Games. Это сильно повлияло на продвижение спорта и вывело его на самый пик популярности.
В 1999 году Рик Старк организовал World Skiboarding Federation (WSF) в качестве регулирующего органа в скибординге и United Skiboard Series (USS) как серию соревнования для скибордеров. Основную цель, которую преследовала WSF, заключалась в оказании помощи для роста и развитии индустрии скибординга. Именно в это время WSF впервые предъявил требования, ко всем скибордам указав их максимальную ростовку до 100 см.
За сезон 1999—2000 около 25 компаний, стали производителями скибордов, в том числе Dynastar, Imperial и другие.
2000 стал последним годом участия скибординга в зимних X Games и на этот раз соревнования прошли в дисциплине Slopestyle. Победителем соревнований с золотой медалью стал Нил Лайонс, Майк Ник выиграл серебро, а Ники Адамс завоевал бронзу. Впоследствии на X Games скибординг был заменен на ньюскул, это стало жестким ударом по USS и всей индустрии скибординга. Для профессиональные скибордеров больше не стало места, где бы они могли конкурировать, и несколько профессиональных скибордеров включая Майка Ника, Ланника и Ники Адамса перешли в ньюскул. Отсутствие профессиональных райдеров и соревнований вызвало падение популярности скибординга в 2001 году.

### Падение
Начало нового века стало переломным моментом для скибординга. С падением популярности прекратили свою работу USS и WSF, после чего индустрия «потеряла» райдеров с громкими именами и многих производителей. Всё внимание потребителей и производителей переключилось на Ньюскул (горные лыжи). Но это не остановило индустрию от попыток оживить себя.
Так человек по имени Дин Kистлер организовал International Skiboarding Federation (ISF). Много идей им были осуществлены в первые несколько лет, но позже Кистлер по каким то причинам перестал делать хоть что-нибудь для ISF.
Почти все основные компании скибординга, которые начали свою работу в середине-конце 90-х годов в настоящее время уже не существуют. Line, наиболее крупная из этих компаний, продолжала выпускать скиборды в течение нескольких лет, но после падения продаж компания переключилась на ньюскул. В последние годы они выпускали скиборды которые имели проблемы с качеством, так 2007 году они были отозваны, после чего Line прекратила выпуск скибордов.

### Возрождение
После падения популярности, новые компании пытались возродить спорт, выпуская новые и более инновационные модели. В 2001 году, Док Робертс, который довольно долго занимался продажами скибордов, основал свою собственную компанию, Summit Skiboards. Сегодня Summit производит три модели: Nomad 99 см, Custom 110 см, и так называемые longboard скиборды Marauder 125 см. В 2003 году, они объединились с фирмой Spruce Mountain Джеффа Сингера. Spruce также выпускает собственные модели, однако вскоре фирма становится известна из-за платформы для установки на скиборды автоматических креплений Riser, используя стандарт 4×4. Также компания делает акцент на модели, имеющие ростовку больше чем традиционные скиборды, которые в настоящее время известны как Longboard skiboards 120 см и 130 см под названием Sherpa.
Примерно в то же самое время, свои первые скиборды выпускает Snowjam. Сегодня компания выпускает 2 модели, которые используют стандарт креплений 4×4, с ростовками 75 см и 90 см. Помимо скибордов Snowjam продолжительное время выпускает жесткие и надежные крепления из спецсплавов для скибордов Extreme II, которыми комплектует свои модели. Эти крепления стали настолько популярными, что большинство из скибордов, которые производятся сегодня в Японии, имеют Extreme II в стандартной комплектации.
В 2005 году сразу два новых производителя в разных странах выпустили свои первые модели скибордов. В Норвегии Ола Локен создает Loken Skiboards и этом же сезоне выпускает сразу три модели, Apetorch 97,5 см, El Bajong 99,5 см и Cruise Tool 99,5 см.
За свою короткую историю Loken стал спонсором нескольких райдеров, однако в конце сезона 2006 года компания перестала выпускать скиборды.
В том же 2005 году в США, появился новый бренд Revel8, основателем которого стал Том Греко. В сезоне 2005 появилась первая модель, Revolt 105 см. С 2005 по 2010 год компания активно развивается и на сегодня Revel8 представляет самый широкий модельный ряд среди производителей скибордов. Линейка Revel8 начинается с модели Bantam 75 см, за которой идет Tansho 90 см и BWP 98 см. Есть несколько моделей свыше 100 см в том числе; КТП 101 см, Rumspringa 103 см, Revolt 105 см, и две модели 110см DLP и Condor.
В 2006 году Мариус Спринчеано в США основывает Всемирную Скибординг Ассоциацию World Skiboarding Assosiation (WSA). Содействие, помощь и развитие скибординга в разных странах, главная цель, поставленная на ближайшие годы. Организация принимает новый стандарт для скибордов допускаемых к соревнованиям до 110 см.
В 2007 году с моделью Allz 94 в индустрии скибординга появился новый игрок, Латвия. Основатель Allz skiboards Мартинс Мичулис активно занялся развитием скибординга в Европе. В 2008 году Allz выпустил обновленную версию Allz 94, а в 2011 году Allz презентовал модель Elaila.
Также в 2007 году, производитель Summit skiboard, Lacroix, выпустил свою собственную линейку скибордов. Однако очень скоро, владелец, продал компанию Lacroix и прекратил выпуск скибордов.
В 2007 ситуация в скибординге значительно меняется, после того как райдеры со всего мира собрались в Румынии на курорте Предял на первом в истории Кубке мира по скибордингу. Всю организацию за проведение кубка взяла на себя WSA. Соревнования были проведены в трех фристайл дисциплинах (Rail Jam, Big-air и Slopestyle), а также в трех скоростных дисциплинах (Skiboard Cross, Fakie Downhill и Chinese Downhill).
2008 год стал ещё одним прорывом для скибординга. Всемирная Скибординг Ассоциация (WSA) организовала первый кубок Европы по скибордингу в Буштени, Румыния и второй Кубок мира в Дубае (ОАЭ). World Skiboard Cup в 2008 году стал историческим событием, потому что это было первое международное соревнование по зимним видам спорта, проведенное в «пустыне» на территории самого крупного в мире крытого горнолыжного центра в ТЦ Mall of the Emirates. В соревнованиях приняли участие 15 стран. Лучшие райдеры Японии, Румынии, России и США завоевали медали на прошедшем в Дубае кубке мира.
В том же 2008 году под руководством Сергея Агапова, (директор по развитию скибординга в России от WSA) скибординг впервые в истории был представлен на крупнейшей Российской выставке 15-й Ski & Board салон.
В 2009 году чемпионат Европы по скибордингу прошёл в Латвии. Соревнования проводились в дисциплинах: Slope Style, Big-Air, Parallel slalom, Skiboard Cross, Fakie Downhill и Chinese Downhill.
В этом же году в США на курорте Ragged Mountain прошли соревнования USA Skiboard Open.

## Предостережение
- жесткие крепления не отстегиваются во время падения, что может привести к серьёзным травмам.
- рекомендуется пристёгивать скиборды к ботинку (если стоят жесткие крепления), так как такие крепления не оснащены «лапками», которые не дают ехать «отстегнутой» лыже.
- из-за маленького радиуса, при карвинге требуют слишком частой перекантовки, что сильно может загружать ноги.
- автоматические крепления на скибордах в отличие от стандартных горных лыж имеют свою специфику настройки, что при неправильном подходе может привести к ложному срабатыванию или к эффекту жестких креплений.
- на больших скоростях, которые достигаются на «вертикальных» склонах, скиборды могут быть неуправляемыми